# خداع أيزومتري

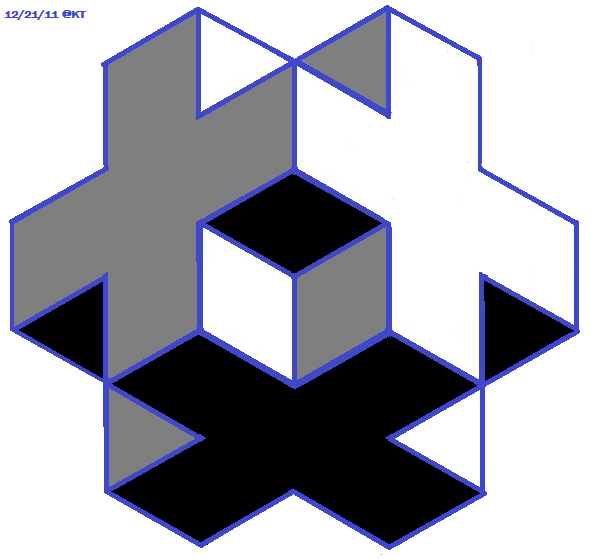
خداع أيزمتري مشكلا معكب.

وهم أيزومتري (بالإنجليزية: Isometric illusion) هو أحد أنواع الخداع البصري، يُسمى أيضا خداع الإشكال الغامضة أو الداخلية/ الخارجية. وهو عبارة عن شكل يُبنى بالكامل بنفس الأبعاد (أي متساوي القياس) كالخطوط الأيزومترية التي لا تشير بوضوح إلى اتجاه نسبي بين مكونات الشكل لتستحضر إدراكا حسيا بالشكل. يُعتبر مكعب نيكر من أشهر أمثلة الخداع الأيزومتري متساوية القياس، التي نشرت لأول مرة باعتبارها شكل معيني في 1832 من قبل السويسري لويس ألبرت نيكر.